# Russie aux Jeux olympiques d'hiver de 1998
La Russie participe aux Jeux olympiques d'hiver de 1998, organisés à Nagano au Japon. C'est la deuxième fois que ce pays participe aux Jeux d'hiver en tant que pays indépendant, depuis la dislocation de l'URSS. La délégation russe, formée de 122 athlètes (79 hommes et 43 femmes), obtient dix-huit médailles (neuf d'or, six d'argent et trois de bronze) et se classe au troisième rang du tableau des médailles.

## Médaillés
| Médaille                            | Nom | Discipline          | Épreuve                           |
| ----------------------------------- | --- | ------------------- | --------------------------------- |
| Médaille d'or, Jeux olympiques      | Galina Koukleva | Biathlon            | Sprint 7,5 kilomètres (F)         |
| Médaille d'or, Jeux olympiques      | Yuliya Chepalova | Ski de fond         | 30 kilomètres libre (F)           |
| Médaille d'or, Jeux olympiques      | Olga Danilova | Ski de fond         | 15 kilomètres classique (F)       |
| Médaille d'or, Jeux olympiques      | Larisa Lazutina | Ski de fond         | 5 kilomètres classique (F)        |
| Médaille d'or, Jeux olympiques      | Larisa Lazutina | Ski de fond         | 10 kilomètres libre poursuite (F) |
| Médaille d'or, Jeux olympiques      | Olga Danilova, Nina Gavrilyuk Larisa Lazutina, Elena Välbe | Ski de fond         | Relais 4×5 kilomètres (F)         |
| Médaille d'or, Jeux olympiques      | Ilia Kulik | Patinage artistique | Hommes                            |
| Médaille d'or, Jeux olympiques      | Oksana Kazakova, Artur Dmitriev | Patinage artistique | Couples                           |
| Médaille d'or, Jeux olympiques      | Oksana Grichtchouk, Ievgueni Platov | Patinage artistique | Dance sur glace                   |
| Médaille d'argent, Jeux olympiques  | Albina Akhatova, Galina Koukleva Olga Melnik, Olga Romasko | Biathlon            | Relais 4×7,5 kilomètres (F)       |
| Médaille d'argent, Jeux olympiques  | Olga Danilova | Ski de fond         | 10 kilomètres libre poursuite (F) |
| Médaille d'argent, Jeux olympiques  | Larisa Lazutina | Ski de fond         | 15 kilomètres classique (F)       |
| Médaille d'argent, Jeux olympiques  | Elena Berejnaïa, Anton Sikharulidze | Patinage artistique | Couples                           |
| Médaille d'argent, Jeux olympiques  | Anzhelika Krylova, Oleg Ovsiannikov | Patinage artistique | Dance sur glace                   |
| Médaille d'argent, Jeux olympiques  | Pavel Bure, Valeri Bure Sergei Gonchar, Alexei Gusarov Valeri Kamensky, Darius Kasparaitis Igor Kravchuk, Sergei Krivokrasov Boris Mironov, Dmitri Mironov Aleksey Morozov, Sergei Nemchinov Oleg Shevtsov, Mikhail Shtalenkov Guerman Titov, Andrei Trefilov Alexei Yashin, Dmitri Yushkevich Valeri Zelepukin, Alexei Zhamnov Alexei Zhitnik | Ice hockey          | Hommes                            |
| Médaille de bronze, Jeux olympiques | Vladimir Dratchev, Viktor Maigourov Pavel Muslimov, Sergey Tarasov | Biathlon            | Relais 4×7,5 kilomètres (H)       |
| Médaille de bronze, Jeux olympiques | Larisa Lazutina | Ski de fond         | 30 kilomètres libre (F)           |
| Médaille de bronze, Jeux olympiques | Valeri Stoliarov | Combiné nordique    | 15 kilomètres (H)                 |